# Palazzo dei Conservatori
Palazzo dei Conservatori är ett palats vid Kapitolieplatsen på Capitolium i Rom. Tillsammans med Palazzo Nuovo och Tabularium utgör Palazzo dei Conservatori de Kapitolinska museerna.
Palazzo dei Conservatori hyser bland annat Konstantin den stores kolossalstaty, Marcantonio Colonnas staty, Kapitolinska varginnan, Törnutdragaren, Brutus Capitolinus, Commodus som Herkules och Marcus Aurelius ryttarstaty.
I palatset finns även två kapell: Cappella Vecchia och Cappella Nuova.

## Bilder
| - Resterna av Konstantin den stores kolossalstaty. - Marcantonio Colonnas staty. - Törnutdragaren. - Brutus Capitolinus. - Commodus som Herkules. - Marcus Aurelius ryttarstaty. |